# Rödkantat jordfly
Rödkantat jordfly (Eugraphe sigma) är en fjärilsart som beskrevs av Michael Denis och Ignaz Schiffermüller 1775. Rödkantat jordfly ingår i släktet Eugraphe och familjen nattflyn. Arten är reproducerande i Sverige. Inga underarter finns listade.